# سرطان كماني دامبياري
سرطان كماني دامبياري (الاسم العلمي: Uca dampieri) هو نوع من الحيوانات يتبع جنس السرطان الكماني من فصيلة السرطانات الشبحية.